# Navbahor Namangan
Navbahor Namangan is een Oezbeekse voetbalclub uit de stad Namangan.

## Geschiedenis
De club werd in 1978 opgericht als Tekstilsjtsjik Namangan en begon dat jaar in de Vtoraja Liga van de Sovjet-Unie, de derde hoogste klasse. Na twee seizoenen degradeerde de club. In 1980 werd de naam Novbachor Namangan aangenomen. De club keerde na één seizoen terug naar de derde klasse en eindigde nu twee jaar op rij op een derde plaats, telkens achter Neftjanik Fergana en Dinamo Samarkand. In 1984 werd de naam Avtomobilist aangenomen. Na enkele jaren betere middenmoot nam de club terug de naam Novbachor aan en werd nog eens derde. In 1989 werd de club vicekampioen achter Neftjanik Fergana. Ook in 1990 werden ze tweede en promoveerden toen rechtstreeks door het nakende einde van de Sovjet-Unie waardoor in de hogere reeksen al enkele clubs de competitie verlaten hadden. In het eerste seizoen in de Pervaja Liga eindigde de club op een negende plaats.
Na het uiteenvallen van de Sovjet-Unie was de club een van de medeoprichters van de nieuwe nationale Oezbeekse competitie. De naam werd nu ook volgens het Oezbeekse alfabet als Navbahor geschreven. In het eerste seizoen eindigde de club vijfde en won wel al meteen de beker. Na drie keer een derde plaats werden ze in 1996 landskampioen. De volgende drie jaar eindigde de club opnieuw telkens als derde. Na nog drie jaar subtop eindigde Navbahor in 2003 en 2004 opnieuw op de derde plaats. Sindsdien kon de club niet meer in de top drie eindigen. In 2016 eindigde de club voorlaatste en moest voor het behoud spelen en kon de degradatie maar net vermijden.

## Erelijst
Oliy liga
1996
Beker van Oezbekistan
1992, 1995, 1998
FK Andijan · Metaloerg Bekabad · FK Buxoro · Neftçi Fargʻona · Shurtan Guzar · So'g'dijona Jizzax · Kokand 1912 · Mash'al Mubarek · Navbahor Namangan · Olmaliq FK · Nasaf Qarshi · Bunjodkor Tasjkent · Lokomotiv Tasjkent · Obod Tasjkent · Pachtakor Tasjkent · Qizilqum Zarafshon ·